# بخش نازیسکی
بخش نازیسکی (به لاتین: Nazyvayevsky District) یک منطقهٔ مسکونی در روسیه است که در استان اومسک واقع شده‌است.